# Feodor Gladkov
Feodor Vasilievici Gladkov (în rusă Фёдор Васильевич Гладков; n. 21 iunie, S.V. 9 iunie, 1883 - d. 20 decembrie 1958) a fost un scriitor rus, reprezentant al realismului socialist.
În scrierile sale a prezentat transformările sociale aduse de comunism în URSS.

## Opera
- 1925: Cimentul ("Cement")
- 1932: Pământ nou ("Novaia zemlia")
- 1932: Mica trilogie ("Malen'kaia trilogiia")
- 1933: Energia ("Energiia")
- 1949: Poveste despre copilărie ("Povest' o detstve")
- 1950: Viața liberă ("Vol'nița")
- 1954: Anul rău ("Lihaia godina").